# Línea 70 (EMT Madrid)
La línea 70 de la EMT de Madrid une la plaza de Castilla con la plaza de Alsacia (San Blas-Canillejas).

## Características

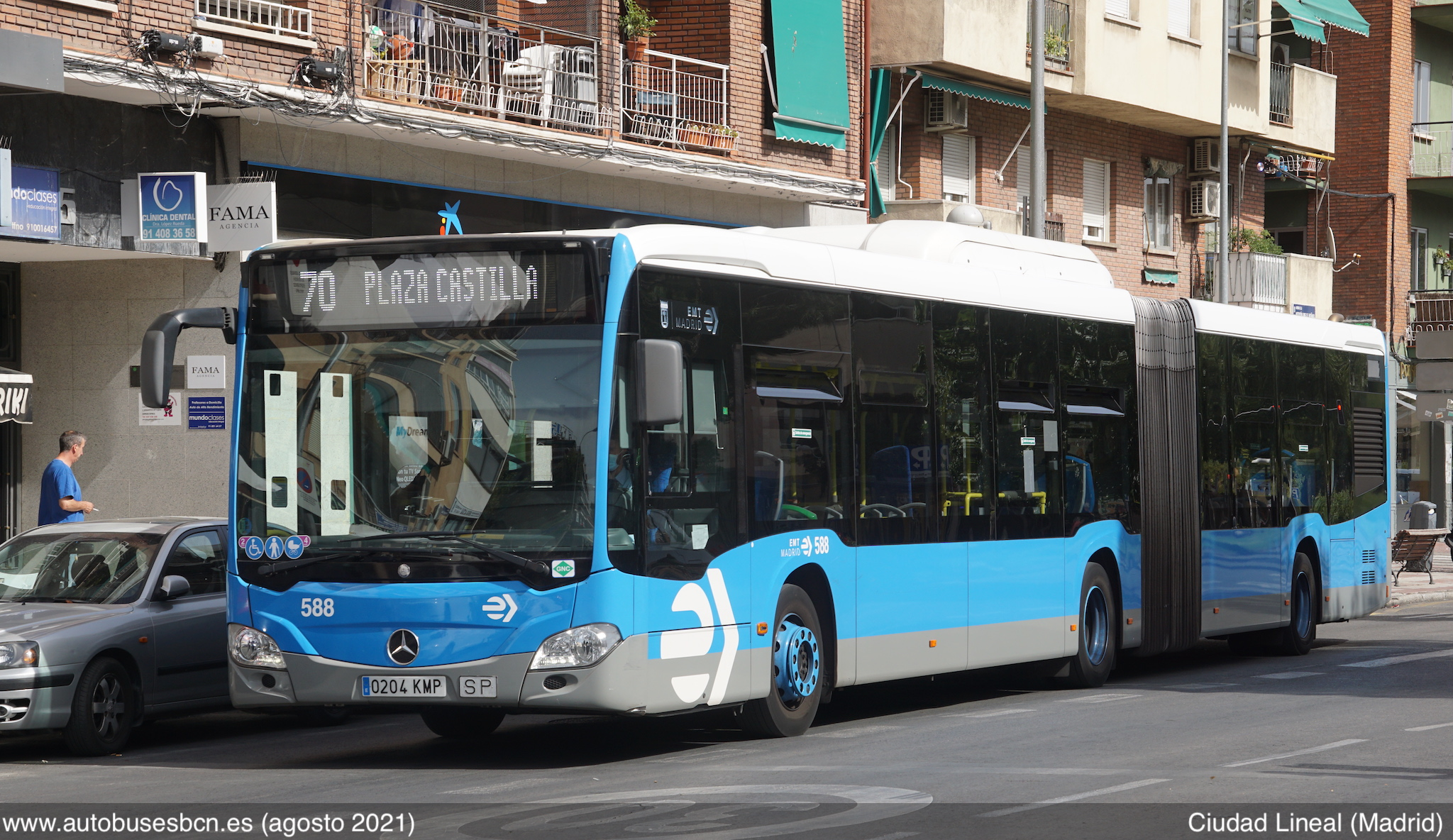
70 en Ciudad Lineal, agosto de 2021.

Esta línea hereda el trazado de una línea tranviaria 70 Plaza de Castilla - San Blas hasta el 1 de junio de 1972, último día de este tranvía y de todos los de Madrid. Ese día se creó esta línea de autobús con un recorrido similar. Como línea de tranvía se llamó con el número 1, y posteriormente, el 15 de agosto de 1965 se renumeró como 70.
Su recorrido abarca la casi totalidad de la calle de Arturo Soria (excepto el tramo de la misma que se amplió al construirse el barrio del Pinar de Chamartín). 
Es la línea periférica con mayor frecuencia de paso los días laborables, dado que une entre sí zonas no comunicadas directamente por la red de Metro de Madrid y vertebra la Ciudad Lineal.

### Frecuencias
| Lunes a viernes laborables       |               |
| De 6:00 a 7:00                   | 4-9 minutos   |
| De 7:00 a 19:00                  | 4-7 minutos   |
| De 19:00 a 23:00                 | 6-15 minutos  |
| Sábados laborables               |               |
| De 6:00 a 8:00                   | 12-22 minutos |
| De 8:00 a 22:00                  | 12-14 minutos |
| De 22:00 a 23:00                 | 14-17 minutos |
| Domingos y festivos              |               |
| De 7:00 a 10:00 De 20:00 a 23:00 | 13-18 minutos |
| De 10:00 a 20:00                 | 13-14 minutos |

## Recorrido y paradas

### Sentido Alsacia
La línea inicia su recorrido en la dársena 53 de la terminal de superficie del intercambiador de Plaza de Castilla, desde la cual se incorpora a la misma Plaza de Castilla y toma la salida de la calle Mateo Inurria, calle que recorre entera hasta llegar a la calle Platerías, donde sigue por la calle Caídos de la División Azul, que recorre igualmente entera hasta llegar a la Cuesta del Sagrado Corazón, por la cual cruza sobre la M-30 y entra en la Ciudad Lineal girando a la derecha para incorporarse a la calle de Arturo Soria.
A continuación, la línea recorre la calle de Arturo Soria hasta llegar al inicio de la misma, en la Plaza de la Ciudad Lineal, donde sigue de frente por la calle de los Hermanos García Noblejas, que recorre hasta la Plaza de Alsacia, donde tiene su cabecera en el intercambiador del interior de dicha plaza.
| Código | Parada                                       | Común con           | Conexiones con Metro | Otros |
| ------ | -------------------------------------------- | ------------------- | -------------------- | ----- |
| 5603   | PLAZA CASTILLA (intercambiador - dársena 53) |                     | Plaza de Castilla    |       |
| 30     | Plaza Castilla                               | 5 107 129 SE833     |                      |       |
| 203    | Mateo Inurria                                | 107 129             |                      |       |
| 205    | Avenida del Recuerdo                         | 107 129             |                      |       |
| 207    | Duque de Pastrana                            | 107 129 SE833       | Duque de Pastrana    |       |
| 208    | Nunciatura                                   | 107                 |                      |       |
| 210    | Caídos División Azul                         | 29 107              |                      |       |
| 212    | Arturo Soria-Añastro                         | 7                   |                      |       |
| 51053  | Arturo Soria-Ángel Gordillo                  | 7                   |                      |       |
| 218    | Arturo Soria-López de Hoyos                  | 9 11 72 73          |                      |       |
| 220    | Metro Arturo Soria                           | 11                  | Arturo Soria         |       |
| 222    | Jefatura Provincial Tráfico                  | 11 122              |                      |       |
| 224    | Arturo Soria-Conservatorio                   | 11 122              |                      |       |
| 226    | Hospital Universitario Vithas                | 11                  |                      |       |
| 228    | Arturo Soria-Josefa Valcárcel                |                     |                      |       |
| 230    | Arturo Soria-Juan Pérez de Zúñiga            |                     |                      |       |
| 232    | Arturo Soria-Marqués de Pico Velasco         |                     |                      |       |
| 234    | Arturo Soria-José del Hierro                 |                     |                      |       |
| 236    | Ciudad Lineal (C/ Arturo Soria, 5)           | 48                  |                      |       |
| 5458   | Ciudad Lineal                                | 38 48 105           | Ciudad Lineal        |       |
| 240    | Vital Aza-Albasanz                           | 4 38 48 105         |                      |       |
| 242    | Ascao-Julián Camarillo                       | 4 38 48 286 288 289 |                      |       |
| 244    | Metro García Noblejas                        | 4 38 48             | García Noblejas      |       |
| 246    | Castillo de Arévalo                          | 4 38 48             |                      |       |
| 4708   | Hermanos García Noblejas-Gandhi              | 4 38 48 109         |                      |       |
| 250    | Hermanos García Noblejas-Centro de Salud     | 4 38 48             |                      |       |
| 253    | Hermanos García Noblejas-Villaescusa         | 167                 |                      |       |
| 4230   | Hermanos García Noblejas-Alsacia             | 167                 |                      |       |
| 5747   | ALSACIA (Área Intermodal)                    |                     | Alsacia              |       |

### Sentido Plaza de Castilla
La línea inicia su recorrido en el área intermodal de la Plaza de Alsacia, saliendo de la misma hacia la calle Nicolás Salmerón, que recorre entera hasta la intersección con la calle de Francisco Largo Caballero. Gira a la derecha para circular por esta vía hasta incorporarse girando a la izquierda por la calle de los Hermanos García Noblejas.
A partir de aquí el recorrido de vuelta es igual al de ida pero en sentido contrario, exceptuando el paso por la Plaza del Duque de Pastrana y la calle Dolores Sánchez Carrascosa, en lugar de por la calle Platerías.
| Código | Parada                                       | Común con           | Conexiones con Metro | Otros |
| ------ | -------------------------------------------- | ------------------- | -------------------- | ----- |
| 5747   | ALSACIA (Área Intermodal)                    |                     | Alsacia              |       |
| 5324   | Nicolás Salmerón-Alsacia                     | 106                 |                      |       |
| 256    | Nicolás Salmerón-Paredes de Navas            | 106                 |                      |       |
| 258    | Nicolás Salmerón-Matamorosa                  | 106                 |                      |       |
| 260    | Nicolas Salmerón-Crematorio                  | 106                 |                      |       |
| 262    | Cementerio Civil                             | 106                 |                      |       |
| 264    | Largo Caballero-Nicolas Salmerón             |                     |                      |       |
| 265    | Largo Caballero-Villaescusa                  |                     |                      |       |
| 5823   | Largo Caballero-Centro Salud                 |                     |                      |       |
| 251    | Hermanos García Noblejas-Arcentales          |                     |                      |       |
| 248    | Hermanos García Noblejas-Gandhi              | 4 38 48             |                      |       |
| 247    | Castillo de Arévalo                          | 4 38 48             |                      |       |
| 245    | Metro García Noblejas                        | 4 38 48             | García Noblejas      |       |
| 243    | Ascao-Julián Camarillo                       | 4 38 48 286 288 289 |                      |       |
| 241    | Vital Aza-Albasanz                           | 4 38 48 105         |                      |       |
| 239    | Ciudad Lineal                                | 4 38 48 105         | Ciudad Lineal        |       |
| 237    | Ciudad Lineal (C/ Arturo Soria, 8)           | 48                  |                      |       |
| 235    | Arturo Soria-José del Hierro                 |                     |                      |       |
| 233    | Arturo Soria-Marqués de Pico Velasco         |                     |                      |       |
| 231    | Arturo Soria-Juan Pérez de Zúñiga            | 21                  |                      |       |
| 229    | Arturo Soria-Josefa Valcárcel                | 21 114              |                      |       |
| 227    | Hospital Universitario Vithas                | 11                  |                      |       |
| 225    | Arturo Soria-Conservatorio                   | 11 122              |                      |       |
| 4331   | Jefatura Provincial Tráfico                  | 11 122              |                      |       |
| 223    | Arturo Soria-Bueso Pineda                    | 11 122              |                      |       |
| 221    | Metro Arturo Soria                           | 11                  | Arturo Soria         |       |
| 219    | Arturo Soria-López de Hoyos                  | 11                  |                      |       |
| 217    | Arturo Soria-Gran Vía de Hortaleza           | 7 11                |                      |       |
| 216    | Arturo Soria-Aleixandre                      | 7                   |                      |       |
| 213    | Arturo Soria-Añastro                         |                     |                      |       |
| 211    | Caídos División Azul                         | 29 107              |                      |       |
| 209    | Nunciatura                                   | 107                 |                      |       |
| 266    | Duque de Pastrana                            | 107                 | Duque de Pastrana    |       |
| 206    | Avenida del Recuerdo                         | 107 129 174         |                      |       |
| 204    | Mateo Inurria                                | 107 129 174         |                      |       |
| 31     | Plaza Castilla                               | 5 66 107 129 174    |                      |       |
| 5603   | PLAZA CASTILLA (intercambiador - dársena 53) |                     | Plaza de Castilla    |       |

## Galería de imágenes

Mapa zonal de la estación de metro de Ciudad Lineal con los recorridos de las líneas de autobuses, entre las que aparece el 70.
Mapa de los autobuses en el barrio de Pueblo Nuevo, entre los que aparece el 70.